# Hej, Slaveni
Hej, Slaveni, himnička pjesma slovačkog književnika Samuela Tomášika koju je pod naslovom Hej, Slováci napisao u Pragu 1834. na slovačkom jeziku; sadašnji naslov je iz 1838. godine (slk. Hej, Slované).
Poslije je prevedena na hrvatski, tako da ju Pjesmarica: Zbirka najpoznatijih i rado pjevanih hrvatski pjesama iz 1865. bilježi kao „Oj, Hrvati!”. Ranije je bila poznata i pod nazivom Duh slavjanski, s početkom „O Iliri…”
Hej, Slaveni bila je himna SFR Jugoslavije. Poslije raspada SFR Jugoslavije bila je himna Savezne Republike Jugoslavije, te kasnije himna Srbije i Crna Gore pod nazivom Hej, Sloveni. Raspadom Srbije i Crna Gore tj. osamostaljenjem Crne Gore, Hej, Sloveni se prestala izvoditi.
Inačica pjesme iz Drugoga svjetskog rata veličala je kult ličnosti Josifa Staljina i Josipa Broza.

## Riječi
| Hej, Slováci, ešte naša slovenská reč žije Dokiaľ naše verné srdce za náš národ bije Žije, žije, duch slovenský bude žiť na veky Hrom a peklo, márne vaše proti nám sú vzteky! Jazyka dar sveril nám Boh, Boh náš hromovládny Nesmie nám ho teda vyrvať na tom svete žiadny I nechže je koľko ľudí, toľko čertov v svete Boh je s nami: kto proti nám toho parom zmetie I nechže sa aj nad nami hrozná búra vznesie Skala puká, dub sa láme a zem nech sa trasie My stojíme stále pevne ako múry hradné Čierna zem pohltí toho, kto odstúpi zradne! | Hej Słowianie, jeszcze nasza Słowian mowa żyje póki nasze wierne serce za nasz naród bije Żyje, żyje duch słowiański i żyć będzie wiecznie Gromy, piekło - złości waszej ujdziem my bezpiecznie! Dar języka zwierzył nam Bóg, Bóg nasz gromowładny, Nie śmie nam go tedy wyrwać na świecie człek żadny. Ilu ludzi, tylu wrogów, możem mieć na świecie, Bóg jest z nami, kto nam wrogiem, tego Piorun zmiecie! I niechaj się ponad nami groźna burza wzniesie skała pęka, dąb się łamie ziemia niech się trzęsie My stoimy stale, pewnie jako mury grodu Czarna ziemio, pochłoń tego kto zdrajcą narodu! | Hej, Slaveni, jošte živi Riječ naših djedova Dok za narod srce bije Njihovih sinova Živi, živi duh slavenski Živjet će vjekov'ma Zalud prijeti ponor pakla Zalud vatra groma Nek se sada i nad nama Burom sve raznese Stijena puca, dub se lama Zemlja nek se trese Mi stojimo postojano Kano klisurine Proklet bio izdajica Svoje domovine! | Hej Slovani, naša reč slovanska živo klije, dokler naše verno srce za naš narod bije, Živi, živi, duh slovanski, bodi živ na veke, grom in peklo, prazne vaše proti nam so steke, Naj tedaj nad nami strašna burja se le znese, skala poka, dob se lomi, zemlja naj se strese. Bratje, mi stojimo trdno kakor zidi grada, črna zemlja naj pogrezne tega, kdor odpada! |

| Еј, Словени, жив е тука зборот свет на родот штом за народ срце чука преку син во внукот! Жив е вечно, жив е духот словенски во слога. Не нè плашат адски бездни ниту громов оган! Пустошејќи, нека бура и над нас се втурне! Пука даб и карпа сура, тлото ќе се урне: Стоиме на стамен-прагот - клисури и бедем! Проклет да е тој што предал Родина на врагот! | Хеј, Словени, јоште живи Дух наших дедова Док за народ срце бије Њихових синова Живи, живи, дух словенски Живеће веков'ма Залуд прети понор пакла Залуд ватра грома Нек' се сада и над нама Буром све разнесе Стена пуца, дуб се лама Земља нек' се тресе Ми стојимо постојано Кано клисурине Проклет био издајица Своје домовине! | Hej Slaveni, jošte živi, Duh naših djedova, Dok za narod srce bije Njihovih sinova. Živi, živi duh slavenski Živjeće vjekov'ma Zalud prijeti ponor pakla Zalud vatra groma. Nek se sada i nad nama Burom sve raznese, Stijena puca, dub se lama, Zemlja nek se trese. Mi stojimo postojano Kano klisurine, Proklet bio izdajica Svoje domovine. | Hej Sloveni, jošte živi, Duh naših đedova, Dok za narod srce bije Njihovih sinova. Živi, živi duh slovenski Živjeće vjekov'ma Zalud prijeti ponor pakla Zalud vatra groma. Nek se sada i nad nama Burom sve raznese, Stijena puca, dub se lama, Zemlja nek se trese. Mi stojimo postojano Kano klisurine, Proklet bio izdajica Svoje domovine. |  |

| Oj Hrvati! jošte živi Rieč naših djedovah, Dok za narod srdce bije Njihovíh sinovah. Živi, živi, duh hrvatski Živit će vjekoma, Zalud ponor prieti pakla, Zalud vatra groma. Jezika, dar, dade nam Bog Silni gromoviti, Nitko dakle nesm'e nam to, Blago ugrabiti. Makar na nas navalile Svega svieta čete, Bog je snami, koj prot nami, S njime hajd pod pete. Neka ista nad nami se Grozna bura uznese, Stiena puca, dub se lama Zemlja da se trese: Mi stojimo postojano Kanu klisurine. Bio proklet izdaica Svaki domovine. | Oj Slaveni, zemlja tutnji s Volge do Triglava; istim glasom huče Visla, Jadran, Timok, Sava. Živi, živi duh slavenski, živjet ćeš vjekovma; zalud ponor prijeti pakla, zalud vatra groma! Gromko kliče drug nam Staljin iz ruskih nizina, odzivlje se drug mu Tito s bosanskih planina: Mi stojimo postojano kano klisurine, proklet bio izdajica svoje domovine! Za slobodu na braniku uvijek ćemo biti, naše zemlje neće nikad dušman pokoriti. Makar na nas navalile cijelog svijeta čete, mi smo složni, tko prot nama, s njime hajd pod pete! |